# Carne (color)
Carne o carnación es un color o gama de colores rosa anaranjados cuya tonalidad está dentro del rojo naranja claro, de saturación débil y que representa el aspecto típico de la piel humana caucásica.
El color ocre carne es similar al color carne, pero es derivado del ocre. El color piel puede considerarse sinónimo, sin embargo la denominación "piel" es más usada para definir los diferentes tonos de la piel humana. Las denominaciones carnación y encarnación son más usadas como colores heráldicos.
El color carne suele hallarse normalizado en catálogos cromáticos e inventarios de colores bajo la denominación «carne», es decir, es un color estándar. Puede verse una muestra del mismo a la derecha.
Este color y sus similares se denominan carnaciones.
| HTML       | #F7DCC7           | #FFD1B7            | #FBC5A7           | #FFBA96           | #F4AB82           |
| CMYK       | (0, 10, 15, 0)    | (0, 18, 28, 0)     | (0, 20, 25, 0)    | (0, 27, 41, 0)    | (0, 30, 47, 0)    |
| RGB        | (247, 220, 199)   | (255, 209, 183)    | (251, 197, 167)   | (255, 186, 150)   | (244, 171, 130)   |
| HSV        | (26°, 19 %, 97 %) | (24°, 28 %, 100 %) | (21°, 33 %, 98 %) | (26°, 40 %, 98 %) | (24°, 47 %, 96 %) |
| Referencia | [ 1 ]             | [ 1 ]              | [ 1 ]             | [ 1 ]             | [ 1 ]             |

## Uso en artes plásticas

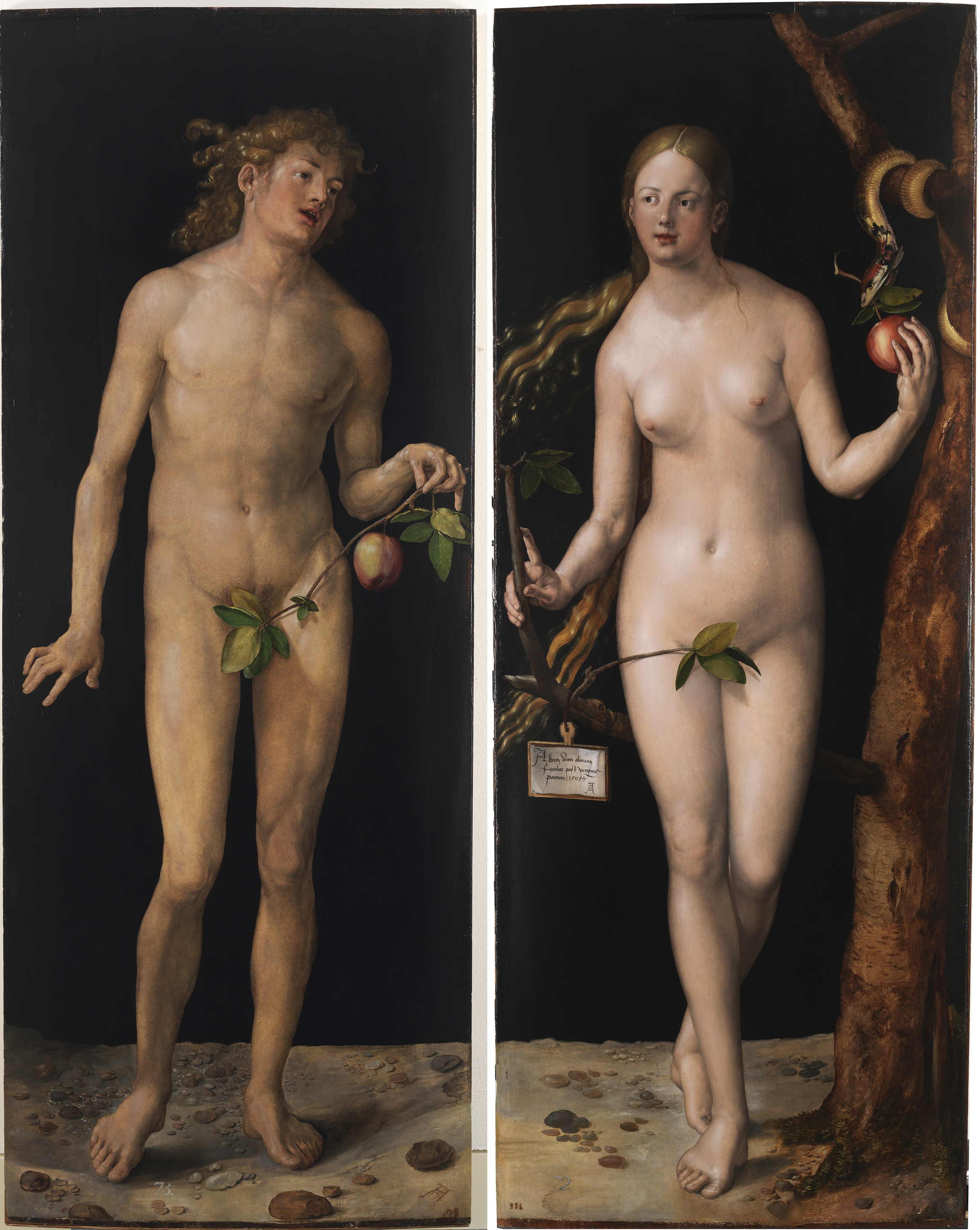
Adán y Eva, óleo renacentista sobre tabla de Albrecht Dürer (1507)

Carnación, carne o color carnal es el nombre que se da tradicionalmente a las representaciones de la piel humana en pintura artística.
Al definirse este término en el contexto cultural de la civilización occidental durante la Edad Media y el Renacimiento, lo hizo basándose en los tonos de color de piel de la denominada raza blanca (las representaciones de negros en el arte eran escasísimas, y únicamente como personajes exóticos, como el rey Baltasar, muchas veces representados de forma estilizada o no realista).
Las carnaciones suponen buena parte de la superficie pictórica en muchas obras, especialmente en los géneros de retrato (rostros y manos) y sobre todo en el desnudo.

## Uso en heráldica
En los textos heráldicos, carnación o encarnación es un esmalte adicional utilizado para colorear aquellas figuras en las que debe representarse la coloración natural de la piel humana caucásica.
El esmalte de carnación corresponde al color propio de lo representado, pero para la representación en blanco y negro, en grabados, no existe una convención.
Bajo estas líneas: el uso más frecuente del esmalte de carnación, consistente en representar el color de la piel blanca; a la derecha, raro ejemplo de carnación aplicado a una figura que no es naturalmente de ese color.

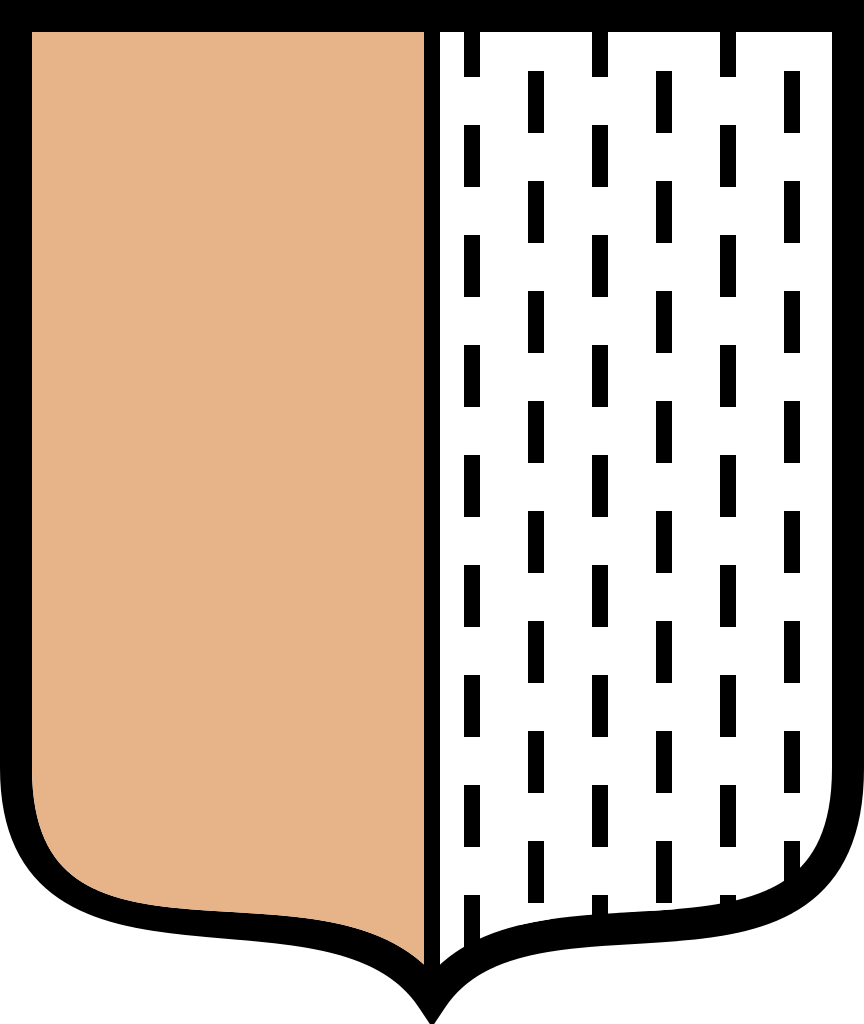
Representación del esmalte carnación
Escudo de la comuna francesa de Thiron-Gardais, con un brazo diestro de carnación que sostiene un báculo de obispo
Escudo municipal de Sanlúcar de Barrameda (Cádiz), con un toro alado de carnación

## Color piel
La denominación color piel es ocasionalmente equivalente al color carne; sin embargo, no posee en realidad una sola estandarización debido a la variabilidad de la pigmentación de la piel humana. El color de la piel está condicionado a la cantidad del pigmento melanina y depende de factores genéticos y ambientales.
Hay gran variedad de tonos de piel. En general se pueden resumir los siguientes:
| Color piel          | escala Fitzpatrick | escala Von Luschan | Colorimetría | Cosmetología  |
| ------------------- | ------------------ | ------------------ | ------------ | ------------- |
| muy claro o blanco  | I, II              | 1-10               | FFE5C8       | pálido FFD4B2 |
| claro               | III                | 11-15              | FFC3AA       | claro E4B49A  |
| medianamente claro  | IV                 | 16-21              | D2A18C       | beige CC9D77  |
| medianamente oscuro | V                  | 22-28              | A57E6E       | canela B77D55 |
| oscuro o marrón     | VI                 | 29-34              | 695046       | café 7E4425   |
| muy oscuro o negro  | VI                 | 35-36              | 2D221E       | ébano 4E281B  |

## Galería

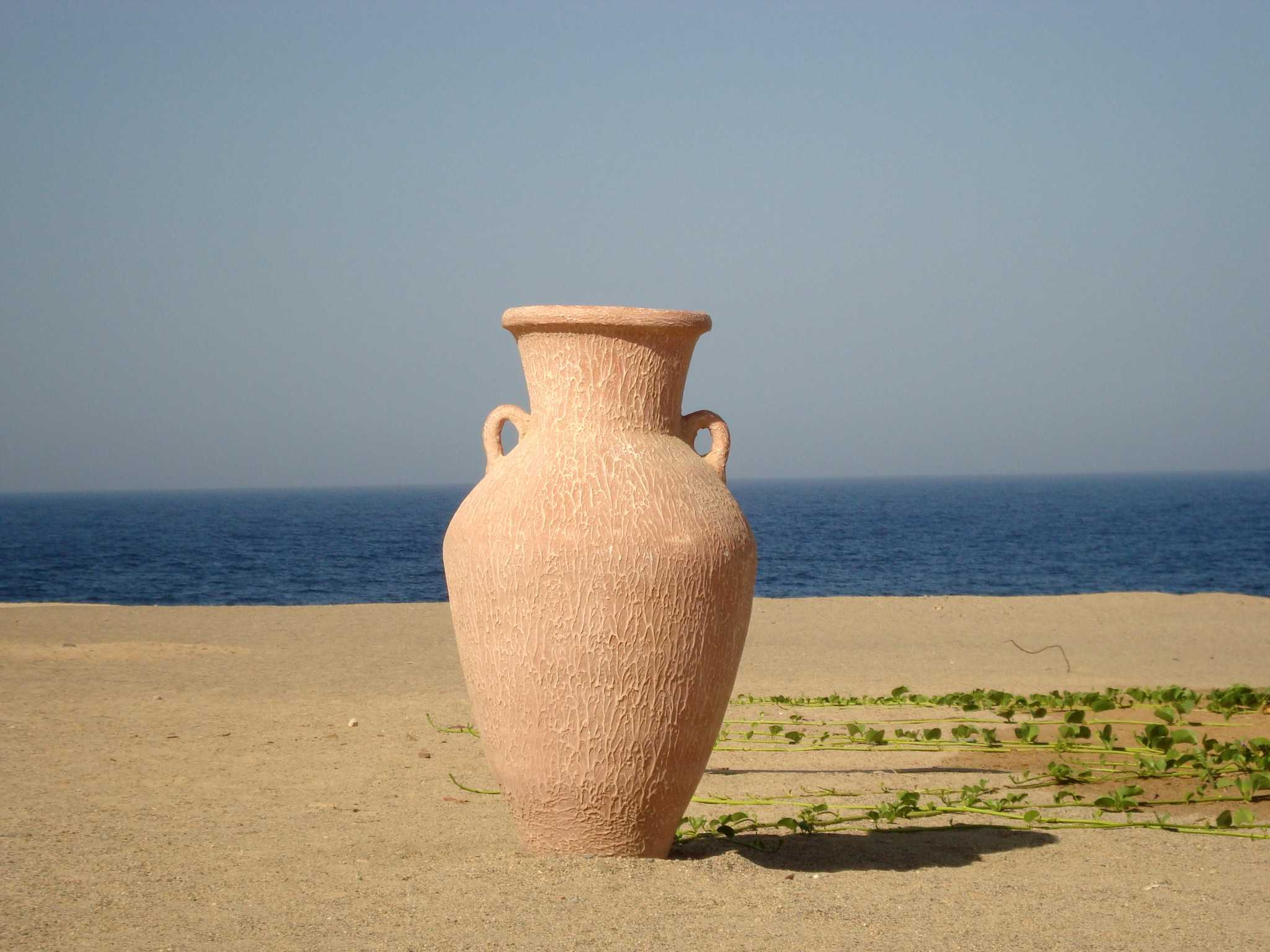
Jarrón de ocre color carne.
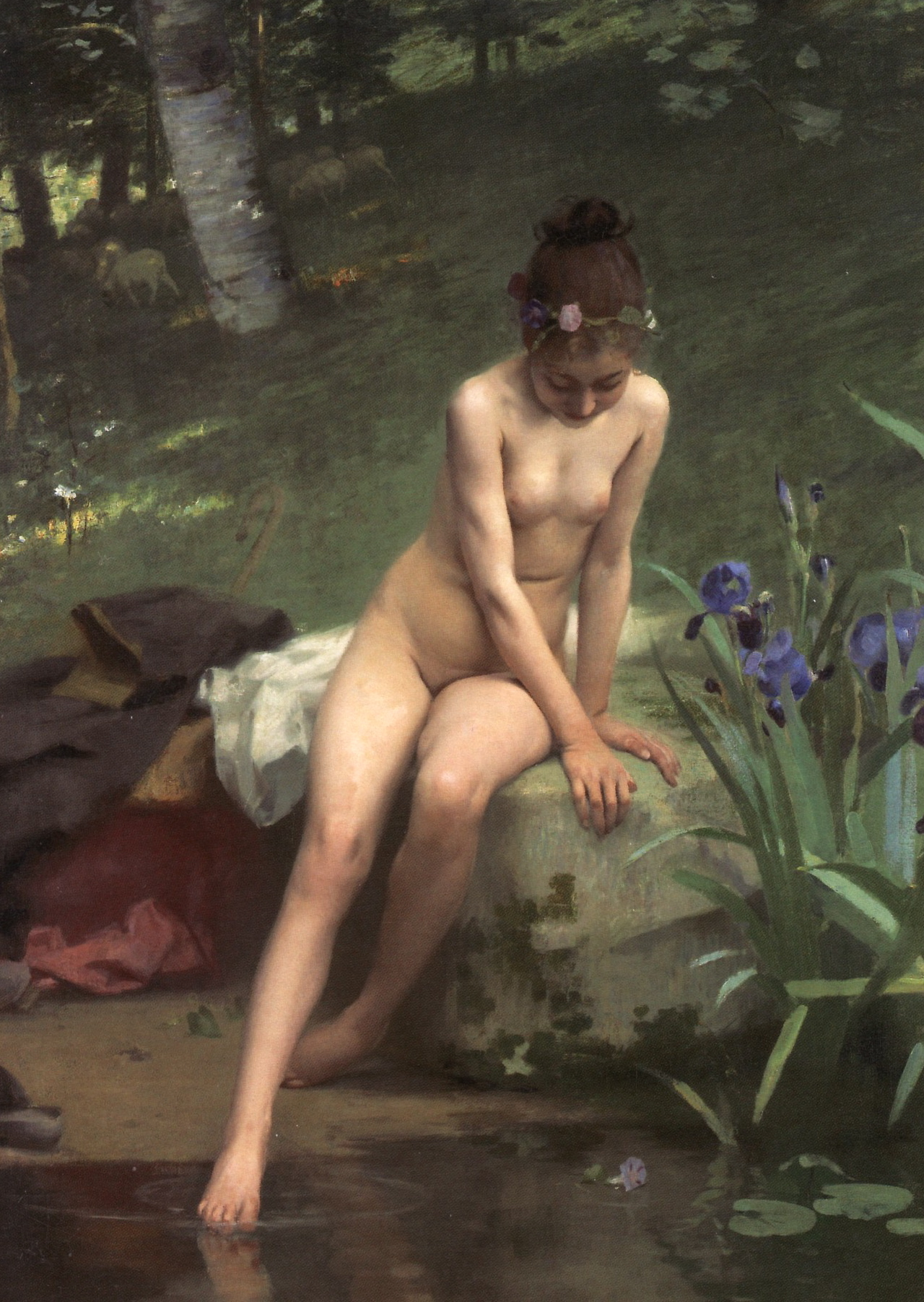
Pintura realista de Paul Peel (1892)